# Gamma-Konfiguration-Stirlingmotor
Der Gamma-Konfiguration-Stirlingmotor ist ein Stirlingmotor, bei dem Arbeits- und Verdrängerkolben in verschiedenen miteinander verbundenen Zylindern untergebracht sind.
Die Gamma-Konfiguration kann auch als Abwandlung der Beta-Konfiguration gesehen werden. Bei der Abgrenzung gibt es unterschiedliche Meinungen. Die hier beschriebenen Niedertemperatur-Stirlingmotoren werden teilweise auch als Beta-Konfiguration angesehen.

## Modellmotoren

### Niedertemperatur-Stirlingmotoren

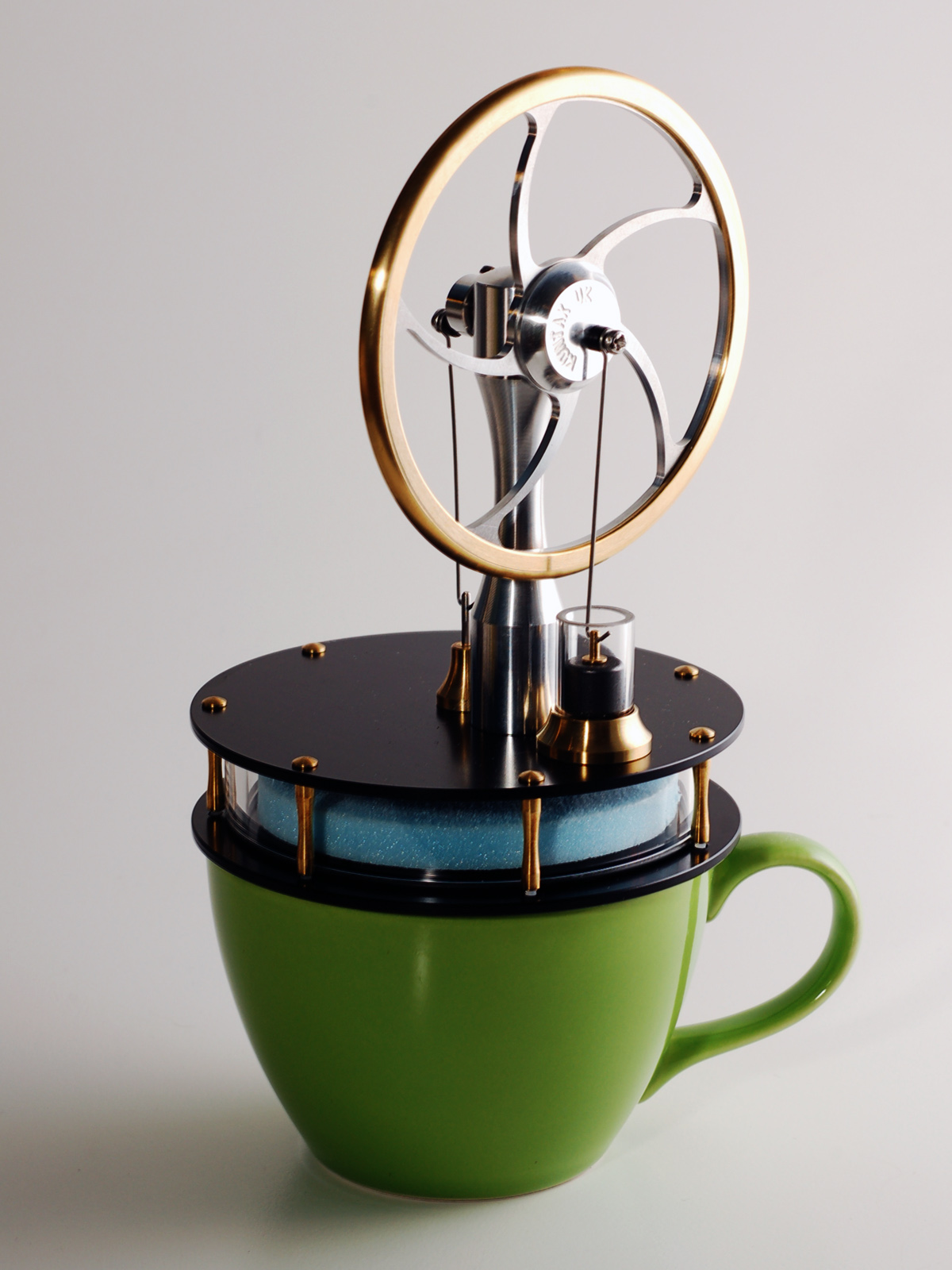
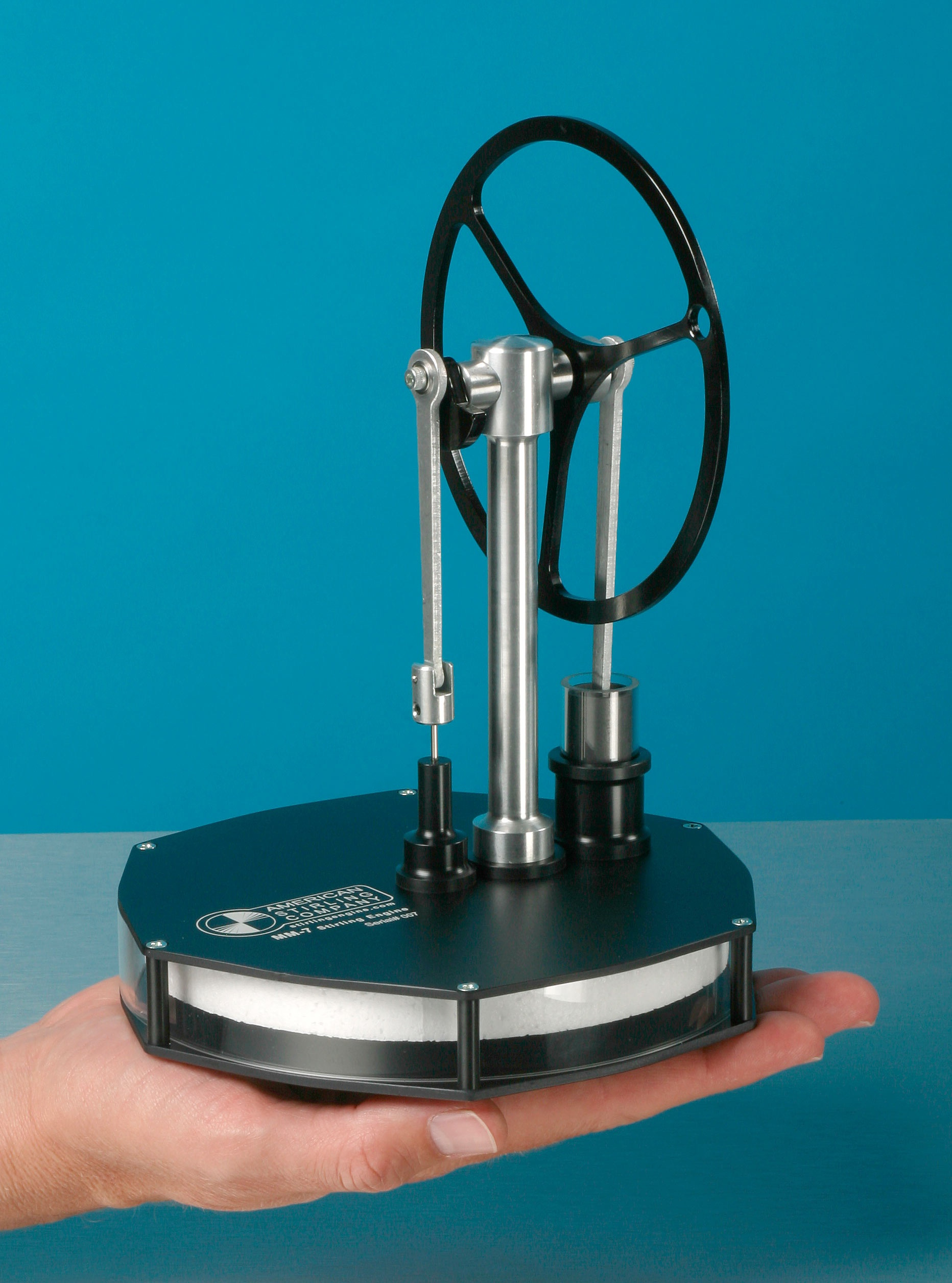

Heute sind kleine Gamma-Konfiguration-Stirlingmotoren im Handel erhältlich, die z. B. mit der Wärme einer Handfläche betrieben werden. Die Motoren werden auch Handwärme Stirling oder Kaffee-Stirlingmotor genannt. Als Energiequelle reichen die Körperwärme oder eine Tasse warmer Kaffee aus. Legt man Eiswürfel auf die obere Platte, läuft der Motor auch mit Umgebungswärme. Die ersten Autoren der Studien auf niedrigen Temperaturdifferenz Stirlingmotoren sind Ivo Kolin und James Senft. Theoretisch kann die Temperaturdifferenz auch von nur einem Kelvin sein.

### Pumpen-Design
Stirlingmodellmotoren für den Schreibtisch verwenden oft das „Pumpen-Design“. Der Name kommt daher, dass der oben liegenden Kipphebel an eine (handbetriebene) Pumpe erinnert.
Der Verdrängerkolben und -zylinder können aus Glas sein oder Metall und ist horizontal ausgerichtet. Der Verdrängerkolben ist in der Regel hohl, um Gewicht zu sparen.
Der Arbeitskolben ist vertikal ausgerichtet und über einen Kipphebel mit der Kurbelwelle verbunden. Mit der Kurbelwelle verbunden ist ebenfalls ein Schwungrad.

Animation
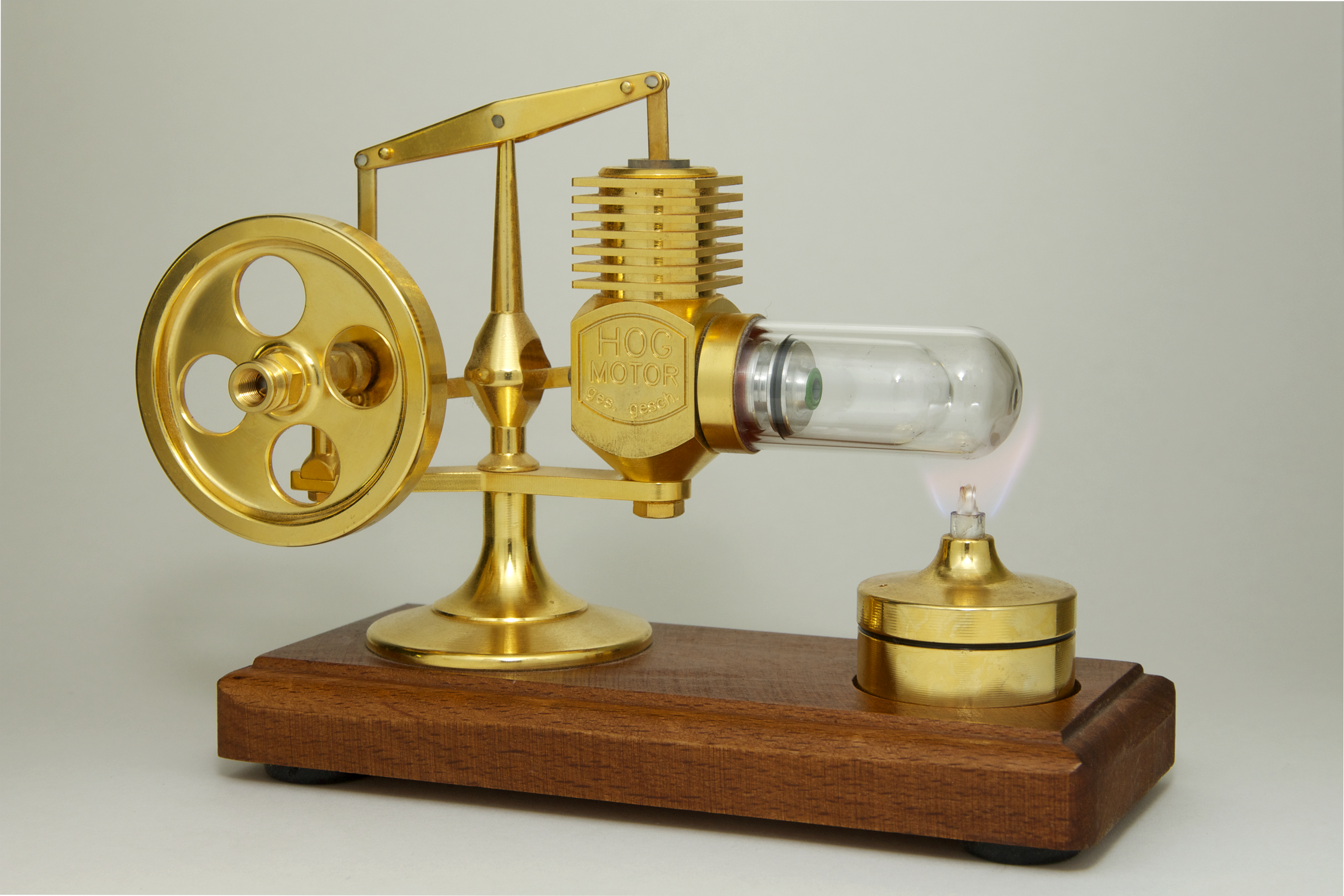
Stirlingmotor betrieben mit einem Ethanolbrenner
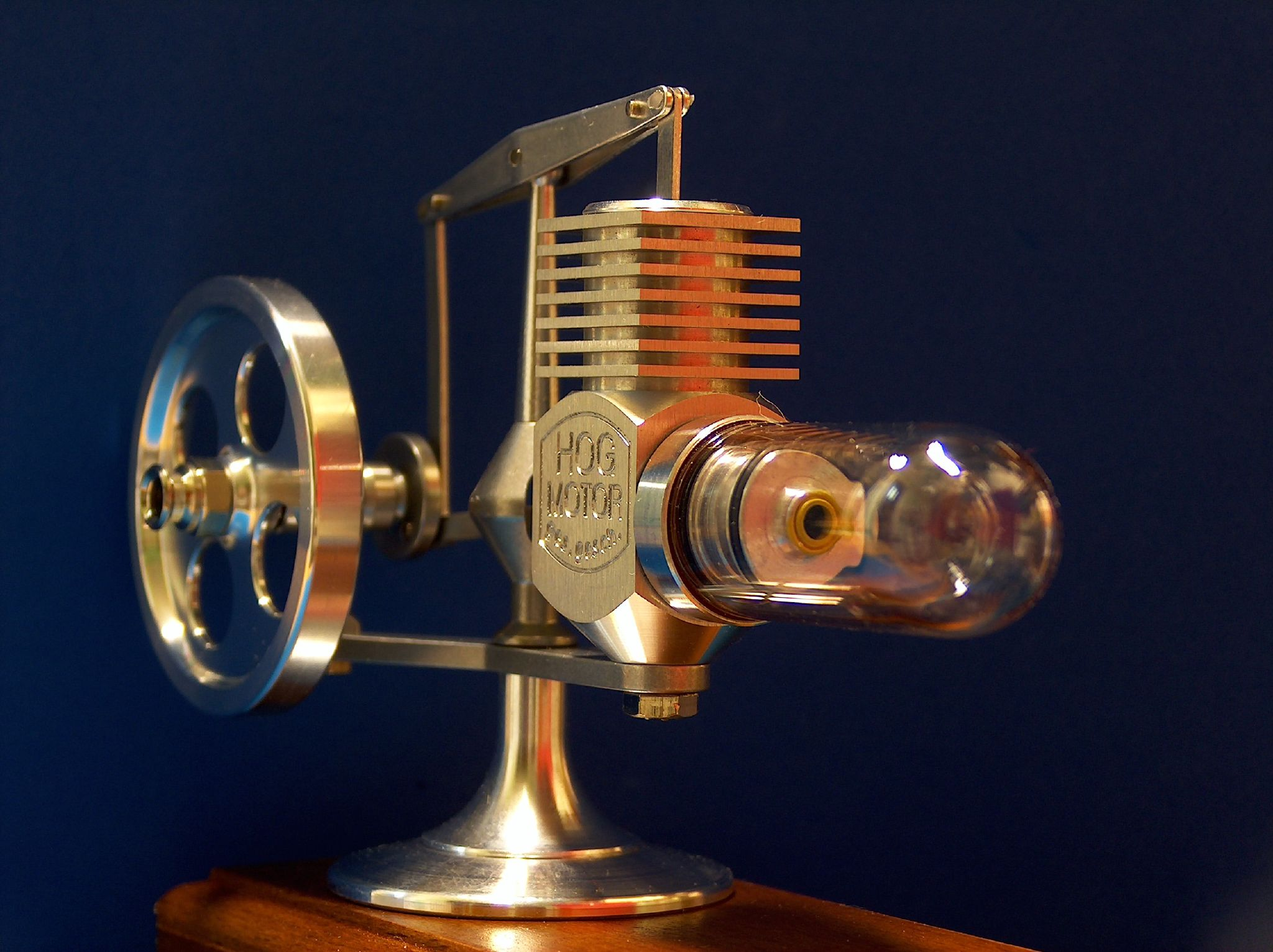
Stirlingmotor mit Glasverdrängerkolben
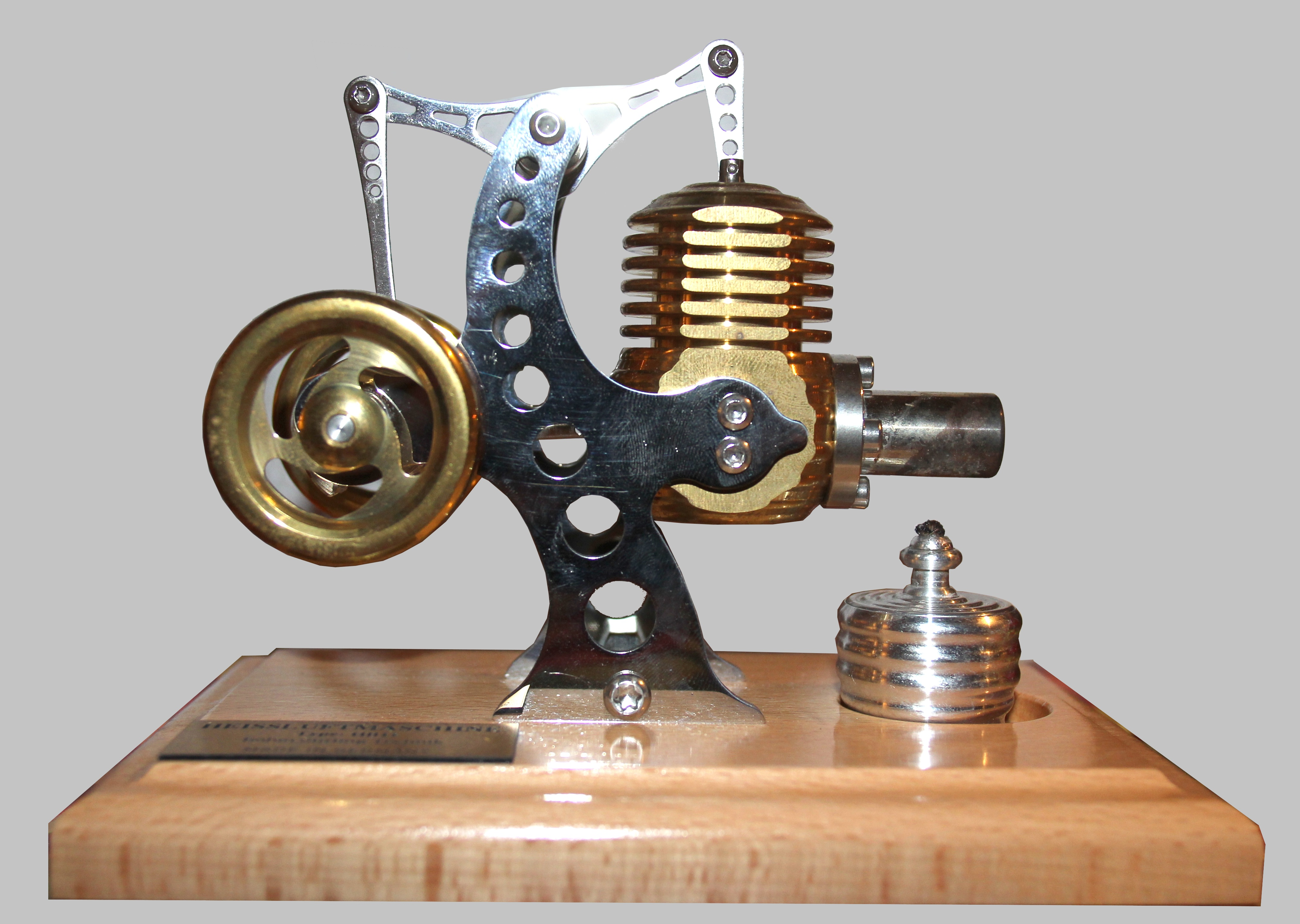
Stirlingmotor mit hohlem Metallkolben als Verdränger

### Liegender Stirling-Motor
Bei der liegenden Bauweise sind Arbeits- und Verdrängerkolben über eine gemeinsame Kurbelwelle verbunden.
Auf der Kurbelwelle ist auch ein Schwungrad.
Der Gasweg zwischen Arbeits- und Verdrängerzylinder wirkt als Totvolumen/Schadraum.

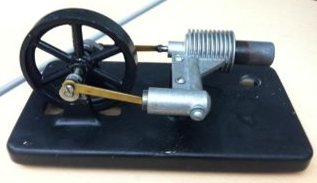
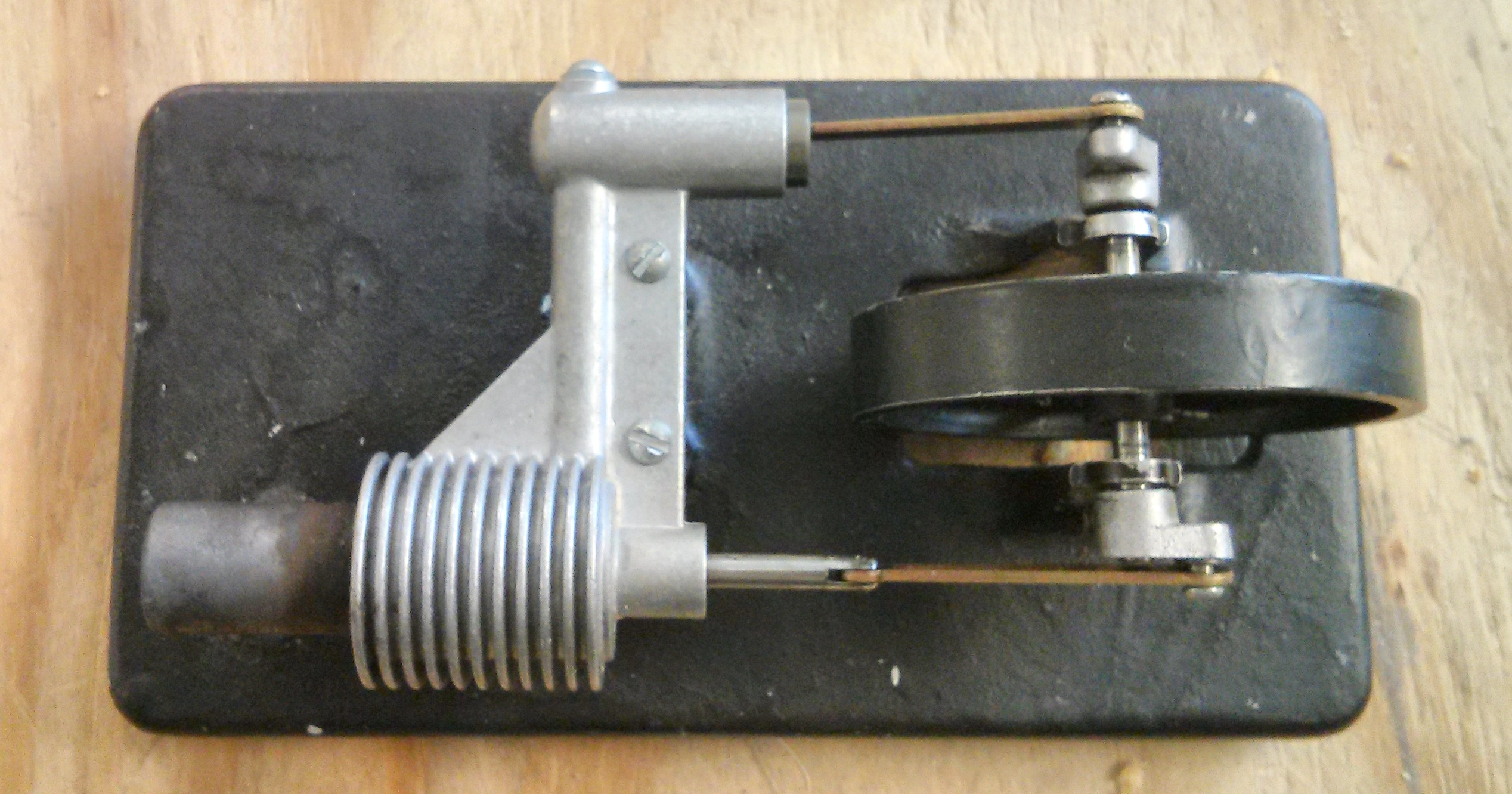

Alternative Namen sind liegender Stirlingmotor oder Inline Runner.

## Andere Formen

## Vorteile
Vorteile sind, dass er mechanisch einfacher ist als der Alpha- und Beta-Typ, es sind unterschiedlich große Zylinder möglich und er ist theoretisch effizienter aufgrund der größeren Wärmeaustauschfläche.

## Nachteile
Nachteile sind, dass eine der Pleuelstangen abgedichtet werden muss, es gibt ein großes ungenutztes Volumen/Totvolumen und das Kompressionsverhältnis ist geringer als beim Alpha- und Beta-Typ.